# Eva Twardokens
Eva Twardokens, née le 28 avril 1965 à Reno, est une ancienne skieuse alpine américaine. Son père Jerzy Twardokens est un escrimeur polonais.

## Palmarès

### Jeux olympiques d'hiver
| Édition / Épreuve   | Descente | Super G | Slalom géant | Slalom  | Combiné |
| ------------------- | -------- | ------- | ------------ | ------- | ------- |
| JO 1992 Albertville | —        | 8e      | 7e           | Abandon | —       |
| JO 1994 Lillehammer | —        | —       | 6e           | —       | —       |

### Championnats du monde
| Édition / Épreuve           | Descente | Super G                          | Slalom géant | Slalom  | Combiné |
| --------------------------- | -------- | -------------------------------- | ------------ | ------- | ------- |
| Mondiaux 1985 Bormio        | —        | Épreuve inexistante à cette date | Bronze       | 10e     | 7e      |
| Mondiaux 1987 Crans-Montana | —        | 14e                              | 13e          | 9e      | 8e      |
| Mondiaux 1989 Vail          | —        | —                                | 13e          | 8e      | —       |
| Mondiaux 1991 Saalbach      | —        | —                                | 5e           | Abandon | —       |

### Coupe du monde
- Meilleur résultat au classement général : 14e en 1991

| Année/Classement | Général | Général | Slalom | Slalom | Géant  | Géant  | Super-G | Super-G | Combiné | Combiné |
| Année/Classement | Class.  | Points  | Class. | Points | Class. | Points | Class.  | Points  | Class.  | Points  |
| ---------------- | ------- | ------- | ------ | ------ | ------ | ------ | ------- | ------- | ------- | ------- |
| 1983             | 66e     | 5       | -      | -      | -      | -      | -       | -       | 24e     | 5       |
| 1984             | 77e     | 4       | -      | -      | -      | -      | -       | -       | 30e     | 4       |
| 1985             | 16e     | 83      | 19e    | 29     | 10e    | 56     | -       | -       | 23e     | 6       |
| 1986             | 24e     | 63      | 23e    | 19     | 25e    | 11     | 17e     | 18      | 17e     | 15      |
| 1987             | 40e     | 22      | 23e    | 12     | 25e    | 10     | -       | -       | -       | -       |
| 1989             | 80e     | 1       | 37e    | 1      | -      | -      | -       | -       | -       | -       |
| 1990             | 64e     | 7       | 27e    | 6      | 39e    | 1      | -       | -       | -       | -       |
| 1991             | 14e     | 83      | 17e    | 22     | 4e     | 57     | 35e     | 2       | 19e     | 2       |
| 1992             | 16e     | 465     | 18e    | 124    | 7e     | 251    | 21e     | 90      | -       | -       |
| 1993             | 101e    | 22      | -      | -      | 40e    | 22     | -       | -       | -       | -       |
| 1994             | 23e     | 279     | 37e    | 43     | 9e     | 234    | 60e     | 2       | -       | -       |
| 1995             | 38e     | 178     | -      | -      | 13e    | 143    | 34e     | 35      | -       | -       |

### Arlberg-Kandahar
- Meilleur résultat : 20e place dans le slalom 1993-94 à Sankt Anton